# En hjältes död
En hjältes död är en novell av Pär Lagerkvist. Den ingår i novellsamlingen Onda sagor, som publicerades 1924. Det är en kort berättelse som i originalutgåvan endast är på tre sidor text, fördelade på fem stycken med sammanlagt 638 ord. Berättelsens innehåll är närmast en allegori i det att varken handlingen eller karaktärerna framställs som realistiska. Det finns dock ingen entydig tolkning av vad novellen har för underliggande handling eller budskap.

## Bakgrund
Pär Lagerkvist var vid tiden för utgivandet av novellsamlingen mest känd som diktare och hade såväl expressionistiska som klassiska rimmade verk bakom sig. I perioden efter första världskriget skrev han ett par av sina mer kända prosaverk såsom Gäst hos verkligheten. Under 1920-talet gick Lagerkvist in i en period där religiösa motiv och antika myter var framträdande och återkommande drag.

## Handling
I en mellanstor stad så har ett konsortium skapats för att i underhållningssyfte betala en ung man en större summa pengar för att han skall balansera på stadens kyrkspira för att därefter störta till sin död. Stadsborna blir genast engagerade i evenemanget, biljetterna säljs slut och det är det enda folket i staden talar om. De upplever det som spännande och är även stolta över att deras stad kan vara värd för ett sådan händelse.
Den unge mannen intervjuas av tidningarna och förklarar att han har gått med på att dö men att betalningen är därefter - något som journalisterna verkar acceptera. Såväl tidningarna som stadsbefolkningen är fascinerade av honom men det finns hela tiden en viss mängd med osäkerhet avseende det han avser att göra och ifall det är klokt eller rätt.
När dagen för spektaklet är inne så samlas hela staden runt kyrkan och den unge mannen balanserar på kyrkspiran för att därefter falla till sin död.
Stämningen i novellen förbyts här från blandningen av förväntan och osäkerhet till direkt besvikelse. Samtliga åskådare verkar gå därifrån ifrågasättande vad det hela var bra för och att "ställa till med sådana rysligheter skulle då egentligen vara förbjudet."

## Karaktärer
Den enda karaktären som beskrivs som en individ är den unge mannen. Läsaren får aldrig veta hans namn men hans utseende beskrivs: "Det visade en kraftig ung man, särskilt märkvärdig såg han inte ut, men käck och frisk, med ett energiskt, öppet ansikte, en typisk representant för den bästa ungdomen i tiden, viljebetonad och sund."
Övriga karaktärer är reportrarna som intervjuar den unge mannen samt stadsbefolkningen som blir anonyma åskådare.

## Språk och stil
Berättarperspektivet är ett allvetande utomstående tredjepersonsperspektiv som kommenterar såväl handling som tankar hos personer i texten. Det förekommer inga värderande kommentarer från berättarjaget utan när det finns med så är det stadsborna som står för dem.
Handlingen är uppbyggd med rak kronologi och enligt det klassiska dramats form med exposition (bakgrunden skildras, det förestående introduceras), stegring (spänningen byggs upp), klimax (själva dödsstörtningen) samt peripeti och upplösning (omsvängning i attityden till "företaget" och novellens avtonande).
Det finns en också en språklig stegring i texten från de relativt lugna beskrivningarna i inledningen i form av "Man intresserade sig livligt", för att byggas upp till formuleringar som "Spänningen var oerhörd".
I mitten av texten finns den enda dialogen i form av tidningsjournalisternas intervju med den unge mannen.
Efter klimax och dödsstörtningen följer peripetins/avtoningens låga intensitet med former som "på sätt och vis", "i alla fall" och "om man tänker efter".
Genomgående i novellen används underdrift och ironi som stilmedel. Exempelvis när den unge mannen på frågan ifall det inte skall bli obehagligt att falla och slå ihjäl sig svarar: "Nej, det har ni nog rätt i och jag har också själv tänkt därpå. Men vad får man inte göra för pengarna."
Titeln på novellen har ingen tydlig koppling till själva texten. Den unge mannen beskrivs aldrig uttryckligen som en hjälte vare sig före eller efter att han störtar till sin död.

## Placering i tid
När den skrevs var "En hjältes död" tänkt att utspelas i nutid. Att novellen är 100 år gammal kan dock ses genom:
- Arvodet som den unge mannen erbjuds för att störta till sin död är endast 500 000:-. Omräknat till 2022 års penningvärde hade det legat närmare 15,2 miljoner.[4]

- Novellen använder uttrycket "Biljetterna revs bort på några dagar." Biljetterna såldes på den tiden oftast från färdigtryckta buntar där de revs en och en.

- Den unge mannen bor i en "dubblett" på hotellet, vilket är en "bostad med två rum".[5]

- Damerna fäller upp parasoller för att skydda sig mot solen. Något som försvann som accessoar just under 1920-talet i och med att solbränna började bli modernt.[6]